# Данді
Данді́ (англ. Dundee, шотл. Dundee, шотл. гел. Dùn Dèagh) — місто на сході Шотландії, адміністративний центр області Данді.
Населення міста становить 141 930 осіб (2006).

## Загальні відомості
Розташований на східному узбережжі країни, на північному березі затоки Ферт-оф-Тей. З південним берегом пов'язаний автомобільним і сумнозвісним залізничним мостом.
В наші дні Данді також називають City of Discovery («місто відкриття»), відповідно до історії міста, пов'язаної з наукової активністю Роберта Фолкона Скотта, чий дослідницький корабель «Дискавері» був побудований в Данді в 1901 році для першої експедиції капітана Скотта в Антарктику і в даний час стоїть на якорі біля міського причалу.
Біомедицина і технологічна промисловість стали розвиватися після 1980-их років. У місті розташовані два університети — Університет Данді і Університет Абертей.

## Історія

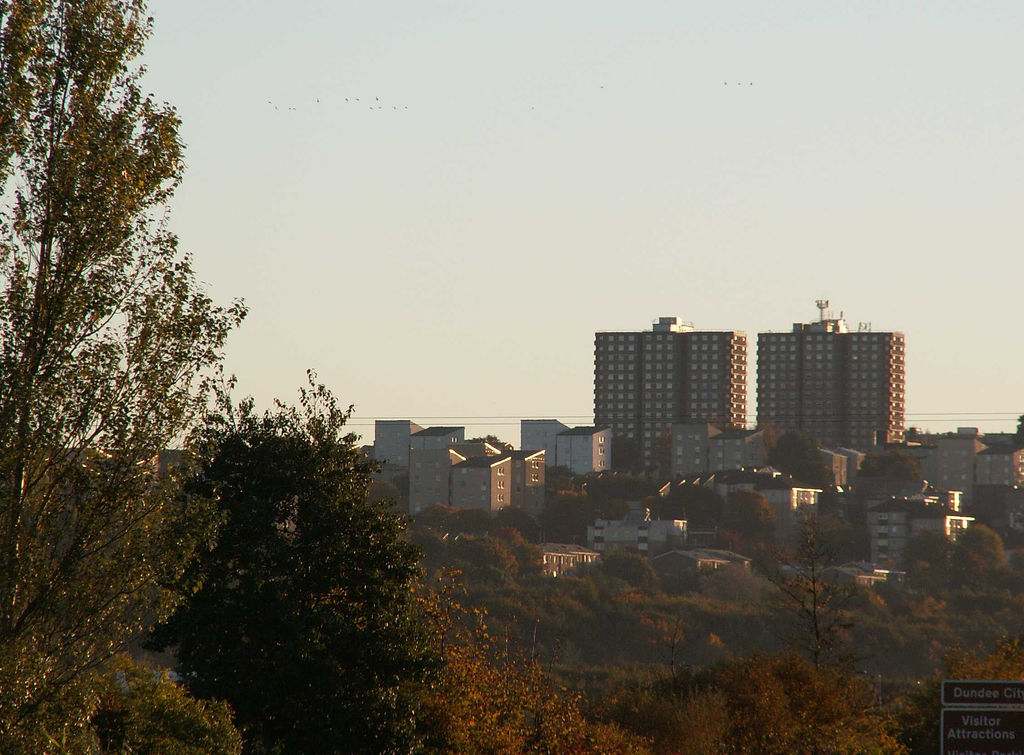
Данді на світанку

Місто розташоване на вулканічному плато висотою 174 м. Перші згадки відносяться до кінця XII — поч. XIII ст. Протягом наступних століть він неодноразово переходив від шотландців до англійців і назад. Найважливішим для мешканців Середньовіччя було рибальство. Тут здавна базувався китобійний флот шотландців. З початку XIX століття а стали виникати текстильні підприємства — був відкритий спосіб обробки джуту за допомогою китового жиру. В 1894 році Данді отримав права королівського Бурга. У другій половині XIX ст. тут виросли й інші текстильні підприємства — з вироблення вовни, льону, бавовни. З другої половини XX століття Данді розвивається як освітній і науковий центр. Тут активно розвиваються інформаційні технології, у дослідницьких центрах і на промислових підприємствах розвиваються дослідження з біотехнології. Кілька старих будівель пережили бурхливий промисловий розвиток міста:
- Міські ворота (Іст-порт);
- Три церкви, перевезені в центр міста, зберігаються під одним скляним дахом.

## Міста-побратими
Данді є містом-побратимом таких міст:
- Дубай, ОАЕ
- Орлеан, регіон Центр, Франція — з 1946 року
- Задар, Задарська жупанія, Хорватія — з 1959 року
- Вюрцбург, земля Баварія, Німеччина — з 1962 року
- Олександрія, штат Вірджинія, США — з 1974 року
- Наблус, провінція Наблус, Палестинська національна адміністрація — з 1980 року

## Уродженці
- Доусон Вокер (*1916 — †1973, згодом — футбольний тренер
- Браян Деніс Кокс (* 1946) — шотландський актор
- Джордж Галловей (* 1954) — британський політик та письменник.
- Майк Товел (1991—2016) — шотландський професійний боксер.
- Памела Бутчарт — шотландська дитяча письменниця